# Clement Dumisa Dlamini
El Príncipe Clement Dumisa Dlamini nació el 25 de diciembre de 1936 - murió el 17 de noviembre de 2001, bisnieto del Rey Mbandzeni Dlamini IV de Suazilandia, fue un respetado líder nacionalista suazi que antes de la independencia de su país fue secretario general del Partido Progresista de Suazilandia, y que posteriormente fue exiliado a Inglaterra.